# Criorhina thompsoni
Criorhina thompsoni är en tvåvingeart som beskrevs av Violovitsh 1982. Criorhina thompsoni ingår i släktet pälsblomflugor, och familjen blomflugor. Inga underarter finns listade i Catalogue of Life.